# 日経Linux
日経Linux（にっけいリナックス）は、日経BP社が発行していた書店売りの隔月刊雑誌。1999年に創刊され、2023年12月8日に休刊した。

## 概要
主にLinuxやオープンソースに関する情報を掲載。キャッチフレーズは「Linuxとオープンソース・ソフト活用のための実用情報誌」。
1999年7月に前身となる「日経Linux8月号」（創刊前号）がムック形態で発売。その後、1999年9月に月刊化される。2007年からは日本国内で唯一のLinux専門誌となった。また、2008年1月号（2007年12月8日発売）にて創刊100号を発刊した。
2017年8月より偶数月の隔月刊となった。2023年12月8日発売の「2024年1月号」を以って休刊となった。